# برداشت از اطلاعات یا آثار
امپرسوم یک نشانهٔ قانونی تعیین شده برای مبدأ در انتشاراتی است که حاوی اطلاعات مربوط به ناشر، نویسنده، ناشر یا ویراستار است، به ویژه برای مشخص کردن صاحب اثر تعیین می‌شود. اغلب اطلاعات اضافی مانند چاپ ، انتشار، سال انتشار و محل انتشار ذکر شده‌است. بسته به نوع انتشار و وضعیت حقوقی خاص، اطلاعات اضافی باید به صورت الزامی درج شود، به عنوان مثال درمورد وضعیت مالیاتی ناشر.